# 东帝汶独立革命阵线
東帝汶獨立革命陣線（葡萄牙語：Frente Revolucionária de Timor-Leste Independente），简称革阵（FRETILIN），是東帝汶的一个左翼政黨。自1974年至1998年間為爭取東帝汶獨立之反抗運動。東帝汶脫離印尼獨立后，革阵便轉型為政黨參與選舉。
该党成立于1974年5月20日，当时取名为帝汶社會民主協會；同年9月11日，改用现名。1981年3月，该党改名为革阵马列主义党，并将马克思列宁主义定为党的指导思想。1984年4月，为获取帝汶民主联盟和天主教会的支持，该党将名称改回“東帝汶獨立革命陣線”，并放弃革命政治路线。
2001年的選舉中，革阵囊括57.4%的選票，在88席的議會中取得55席，雖然超過半數，但未及三分之二席次的修憲門檻。
2007年6月舉行的国民议会選舉中，該黨再度居冠，但得票率已大幅滑落至29%，席位数量亦降至21席。